# Les Marines
Pour plus de détails, voir Fiche technique et Distribution.
Les Marines est un  film documentaire français de court métrage réalisé par François Reichenbach, sorti en 1957.

## Synopsis
L'arrivée et l'entraînement impitoyable, à l'île-caserne de Paris Island, aux États-Unis, des jeunes gens ayant décidé de s'engager dans les Marines.

## Fiche technique
- Titre : Les Marines
- Réalisateur : François Reichenbach
- Scénario : François Reichenbach
- Commentaire : François Chalais, dit par Gérard Oury
- Images : François Reichenbach et Jacques Ledoux
- Musique : Georges Delerue
- Montage : Albert Jurgenson
- Production : Les Films de la Pléiade
- Format : Mono - 35 mm - Noir et blanc
- Durée : 18 minutes
- Visa d'exploitation : n° 20374 (délivré le 31 décembre 1957)

## Sélections et participations
- 1958 : Festival International du Film de Montréal
- 1958 : 12e International Edinburger Film Festival
- 1959 : 8e Melbourne Film Festival